# Albert Brunner
Albert Brunner (17 de julho de 1918 - 7 de maio de 1943) foi um oficial alemão que serviu durante a Segunda Guerra Mundial. Foi condecorado com a Cruz de Cavaleiro da Cruz de Ferro.

## Carreira

### Patentes
Oberfeldwebel

### Condecorações
| Cruz de Ferro 2ª Classe                               |
| Cruz de Ferro 1ª Classe                               |
| Cruz de Cavaleiro da Cruz de Ferro 3 de julho de 1943 |